# August Dickmann
August Dickmann (Dinslaken, 7 gennaio 1910 – Sachsenhausen, 15 settembre 1939) è stato un oppositore del regime nazista, Testimone di Geova. Fu il primo obiettore di coscienza ad essere giustiziato in Germania durante la Seconda guerra mondiale.

## Biografia
Dopo aver frequentato la scuola dell'obbligo, August Dickmann lavora in una segheria. Durante l'anno 1932, con i suoi fratelli Heinrich e Fritz, August Dickmann inizia uno studio biblico con i testimoni di Geova. A seguito di questo studio, i tre fratelli iniziano un'opera di proselitismo in Germania come missionari. Nel 1933, le attività dei Testimoni di Geova furono bandite in Germania, in seguito alla presa del potere da parte di Adolf Hitler. I tre fratelli continuano comunque le loro attività di proselitismo. Nel 1935 Fritz Dickmann fu internato nel campo di concentramento di Esterwegen e nell'ottobre del 1936 August venne a sua volta arrestato dalla Gestapo e imprigionato. Dopo la sua detenzione nell'ottobre del 1937 fu internato nel campo di concentramento di Sachsenhausen. Anche Heinrich Dickmann verrà arrestato e si unirà a suo fratello August in questo campo nel marzo 1939.

## Il rifiuto di servire il nazismo

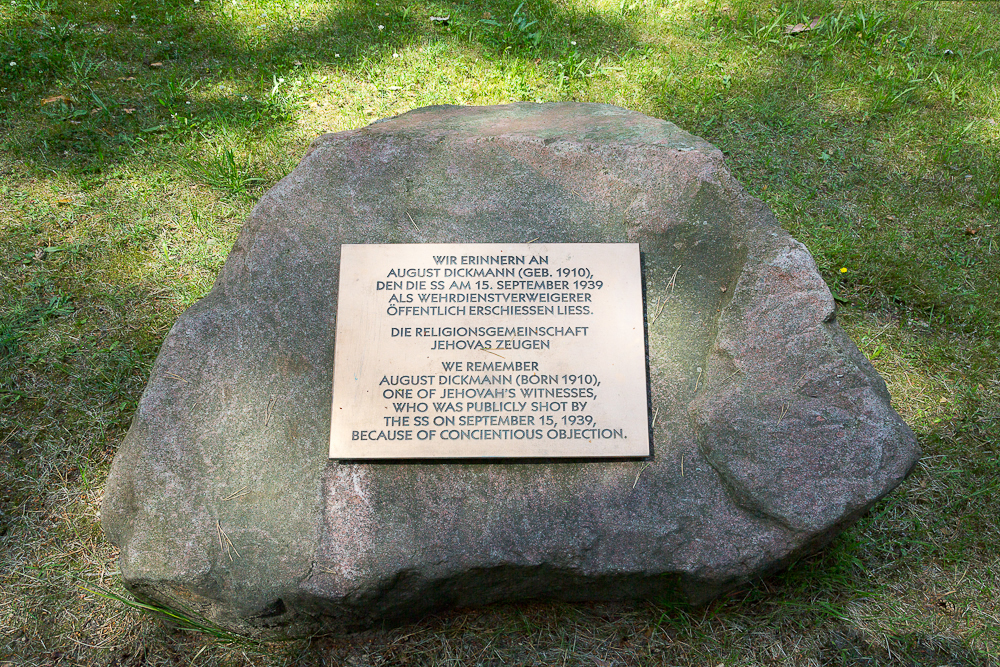

Il 1 settembre del 1939 l'esercito tedesco invase la Polonia, all'inizio della Seconda guerra mondiale. August Dickmann è ancora detenuto nel campo di concentramento di Sachsenhausen. Come cittadino tedesco, gli viene ordinato di unirsi alla Wehrmacht, ma August Dickmann è un Testimone di Geova e quindi un obiettore di coscienza. Per via del suo rifiuto di servire l'esercito, è tenuto segregato in isolamento.
Sotto il regime nazista, ogni uomo che si rifiutava di prestare servizio nell'esercito veniva condannato a morte per impiccagione o fucilazione. Il comandante del campo di Sachsenhausen Hermann Baranowski ottenne il permesso da Heinrich Himmler  di sentenziare August Dickmann davanti alle centinaia di altri Testimoni di Geova imprigionati nel campo, tra cui suo fratello Heinrich, presumibilmente per abbatterne il morale.
Il 15 settembre 1939, August Dickmann fu portato davanti al plotone di esecuzione e venne fucilato. Il plotone era sotto il comando di Rudolf Höß, allora aiutante di Hermann Baranowski. Secondo alcuni resoconti, fu lui a finire August Dickmann con un colpo di pistola in testa. Aveva 29 anni. Suo fratello, Heinrich Dickmann, sopravvisse alla guerra.

## Reazioni nel mondo
La notizia dell'esecuzione di August Dickmann è stata ripetutamente diffusa dalla radio di stato tedesca a partire dal 16 settembre. Il seguente comunicato ufficiale è stato anche pubblicato da diversi giornali tedeschi:
La sua morte ebbe ampio risalto e fu seguita da questa pubblicazione sul New York Times:
Una lapide commemorativa di August Dickmann è stata inaugurata il 18 settembre 1999, in occasione del sessantesimo anniversario del suo martirio.